# Condylostylus nigrosetosus
Condylostylus nigrosetosus är en tvåvingeart som beskrevs av Octave Parent 1937. Condylostylus nigrosetosus ingår i släktet Condylostylus och familjen styltflugor. Inga underarter finns listade i Catalogue of Life.